# 克萊爾海岸
66°30′S 133°0′E / 66.500°S 133.000°E

克萊爾海岸在南極洲的位置

克萊爾海岸是南極洲的海岸，位於威爾克斯地，處於莫爾斯角和普爾夸帕角之間，在1840年1月由法國探險家儒勒·迪蒙·迪維爾發現。